# III: Tabula Rasa or Death and the Seven Pillars
III: Tabula Rasa or Death and the Seven Pillars ist das dritte Studioalbum der niederländischen Band The Devil’s Blood. Es erschien 2013 nach ihrer Auflösung.

## Entstehung
Bei III: Tabula Rasa or Death and the Seven Pillars handelt es sich um Material aus der Vorproduktion; bis auf zwei Lieder wurde das Schlagzeug von einem Drumcomputer übernommen und alle anderen Spuren von Farida und Selim Lemouchi eingespielt und -gesungen. Laut Selim Lemouchi stand „nie zur Debatte, ‚Tabula Rasa‘ mit der kompletten Band im Studio zu produzieren“. Nach der Auflösung der Band hörte er sich die Aufnahmen mehrere Wochen nicht an. Nach erneutem Hören stellte er fest, „dass all die großen Gefühle da waren, dass Gitarren und Gesang absolut perfekt sind“.

## Titelliste
1. I Was Promised a Hunt – 22:01
2. The Lullaby of the Burning Boy – 4:11
3. …If Not a Vessel? – 4:47
4. In the Loving Arms of Lunacy’s Secret Demons – 5:54
5. Dance of the Elements – 9:39
6. White Storm of Teeth – 10:00
7. Tabula Rasa – 8:23

## Musikstil und Texte
Gregory Heaney von Allmusic zufolge scheint das Album sich mehr auf den Einfluss von Bands wie Rush und Jethro Tull auf den Heavy Metal als eine Rückkehr zu den Wurzeln des Genres bei Led Zeppelin und Black Sabbath zu fokussieren, da das 22-minütige I Was Promised a Hunt sich wie eine okkult beeinflusste Interpretation von 2112 oder Thick as a Brick anhört.

## Rezeption
Götz Kühnemund vom Rock Hard zufolge enthält das Album „ein paar tolle Songs - allerdings auch einen Drumcomputer“, was nicht zu Lemouchis Musik passe. Er kategorisierte III: Tabula Rasa or Death and the Seven Pillars als Demos. Die Stücke hätten ihm zufolge „richtig produziert noch einmal ganz anders geklungen“. Lemouchi entgegnete, die Aufnahmen seien das Album „im absoluten Sinne“. Auch Heaney bezeichnete die Veröffentlichung als Zusammenstellung von Demoaufnahmen, wodurch das Album roh und unproduziert wirke, was überraschenderweise wirklich funktioniere. So wirke es mehr wie ein „Proto-Metal-Juwel“ als das Werk einer modernen Band. Es sei erfrischend roh und ein Schwanengesang, der ihre Hörer mit der Lust nach mehr zurücklasse.